# Aviator - Amore tra le nuvole
Aviator - Amore tra le nuvole (The Aviator) è un film del 1985 diretto da George Trumbull Miller.

## Trama
1918: L'istruttore Edgar Anscombe della scuola di volo dell'US Army Air Corps, mentre insegna a un giovane pilota, l'aereo si schianta durante un tentativo di atterraggio. Lo studente muore e Edgar sopravvive.
Dieci anni dopo, Edgar è un pilota di Contract Air Mail con a bordo la passaggera Tillie Hansen, ma il motore perde la pressione dell'olio e presto si guasta, facendo schiantare sulle montagne Edgar, sopravvivendo tutti e due all'impatto.